# Rintje Ritsma
Rintje Ritsma, född 13 april 1970 i Lemmer, är en nederländsk före detta skridskoåkare, en av de mest framgångsrika i världen genom tiderna. Ritsma har bland annat sex VM-guld och sex EM-guld, dock inget OS-guld, däremot flera silver- och bronsmedaljer. Hans stora kroppshydda (1,89 m lång) gav honom smeknamnet Beer van Lemmer ("Björnen från Lemmer").
Ritsma var en mycket duktig allroundåkare, och är den som har toppat Adelskalender (världsrekordlistan för allroundåkning) under längst period av alla, 1125 dagar uppdelat på två perioder. Under 1990-talet slog han dessutom fyra världsrekord, varav tre i Hamar.
Ritsma avslutade sin långa karriär i september 2008, 38 år gammal.